# Koutaba
Koutaba (ou Nkoutaba) est une commune du Cameroun située dans le département du Noun et la région de l'Ouest.

## Population
Lors du recensement de 2005, la commune comptait 49 171 habitants, dont 9 410 pour Koutaba Ville.

## Géographie

Montagne de Koutaba dans la localité du Noun à l'ouest du Cameroun
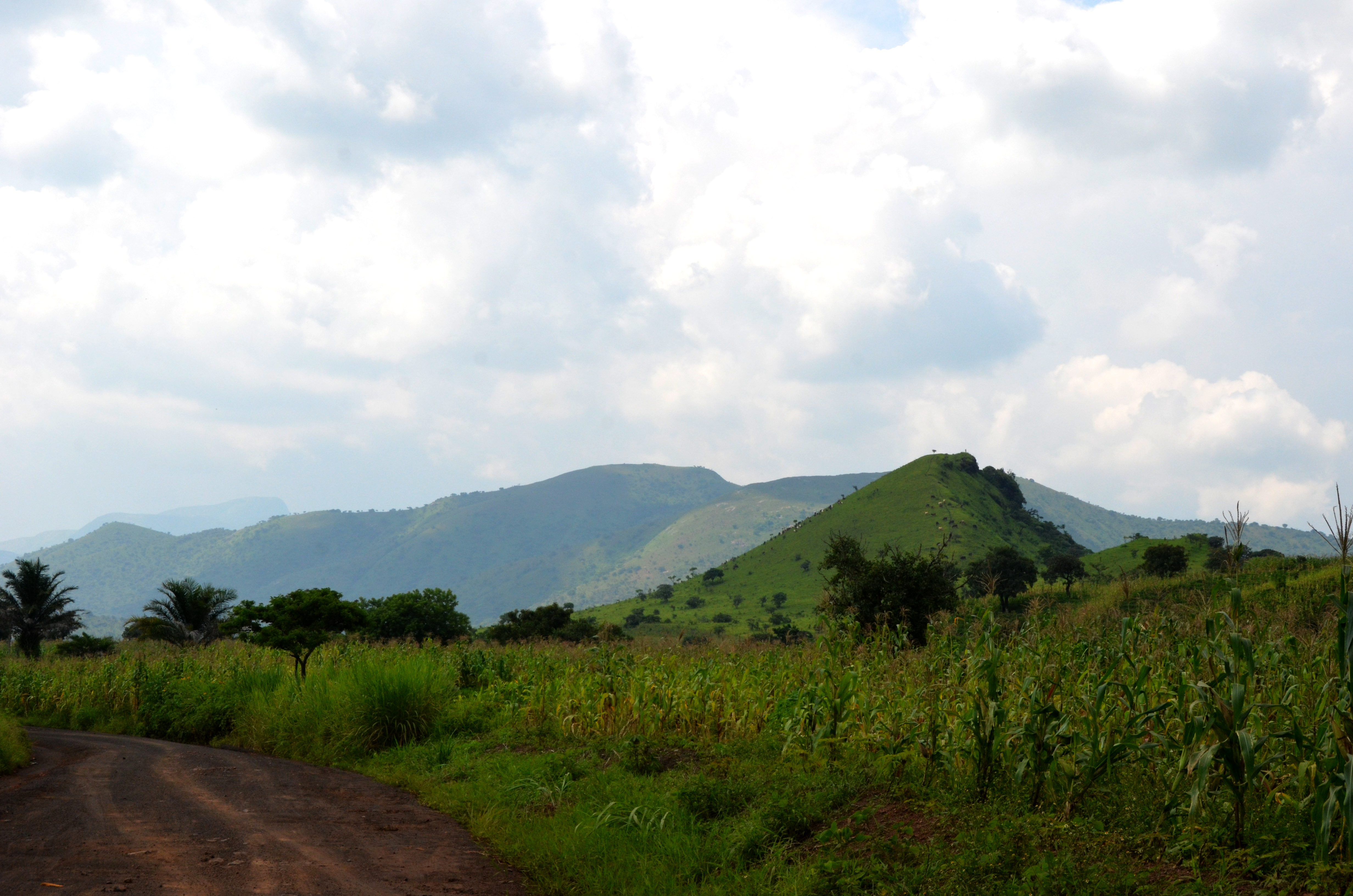
Montagne à Koutaba dans le Noun au Cameroun
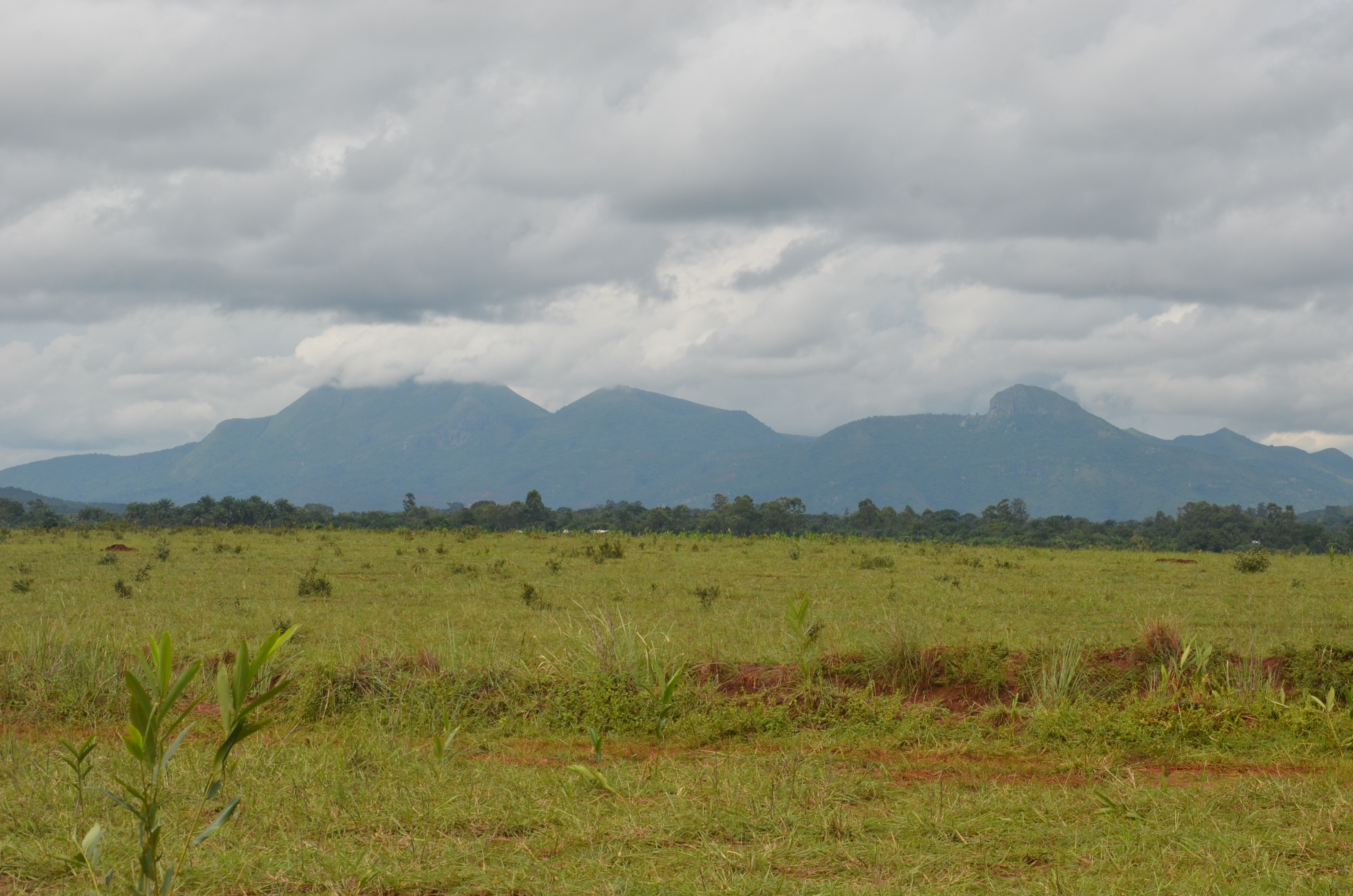
Montagne de cratère à Koutaba
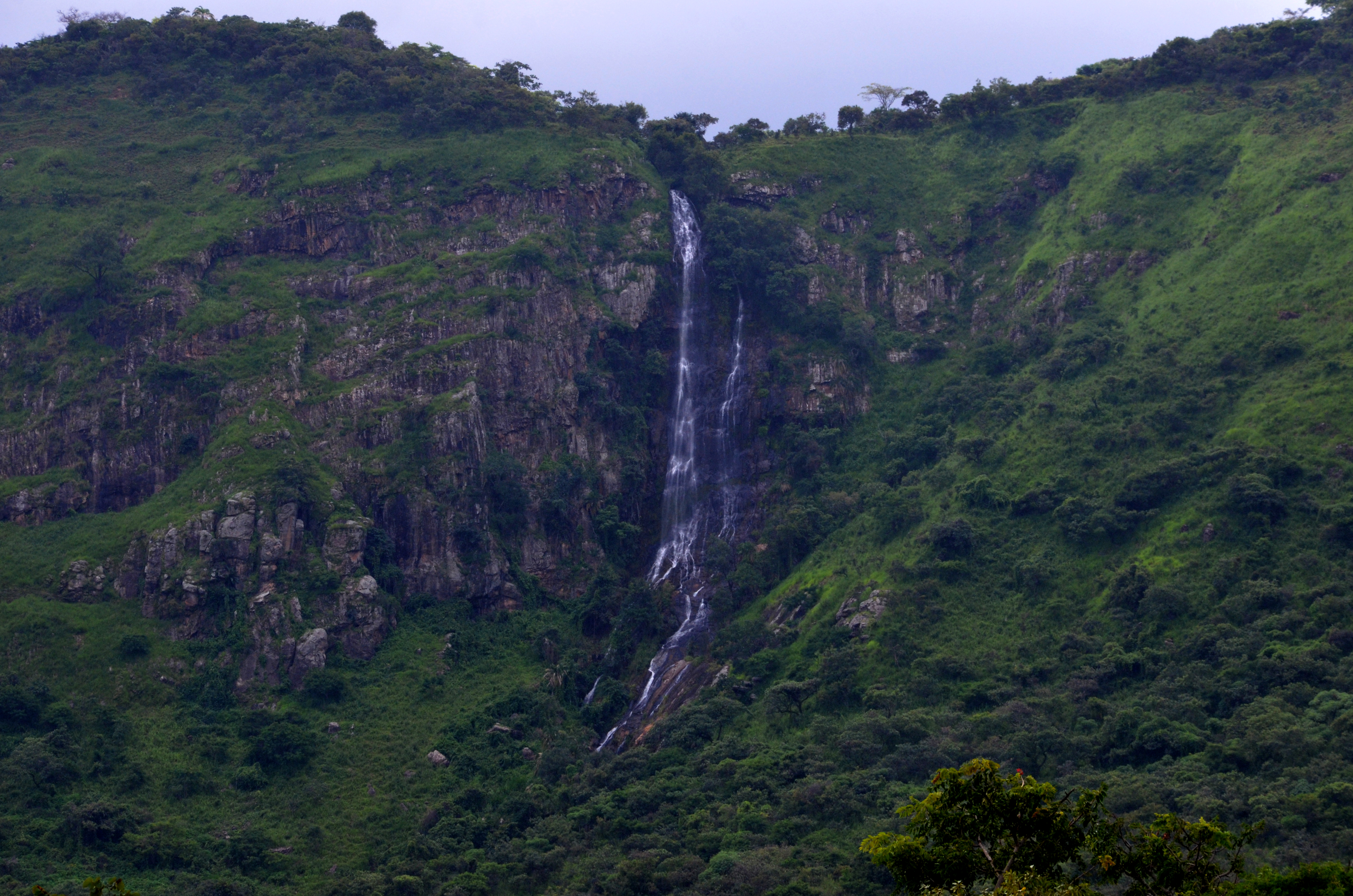
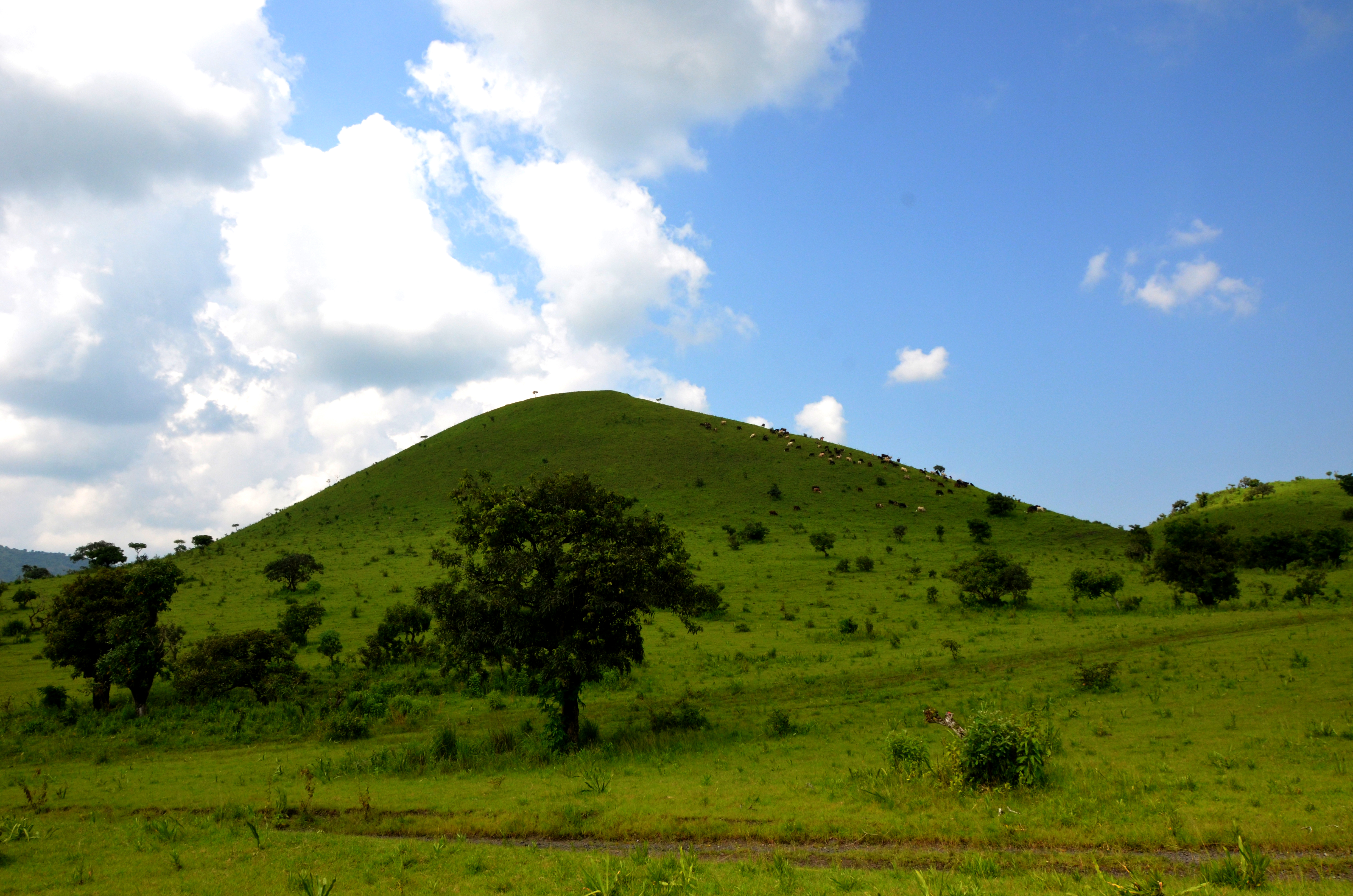

## Organisation

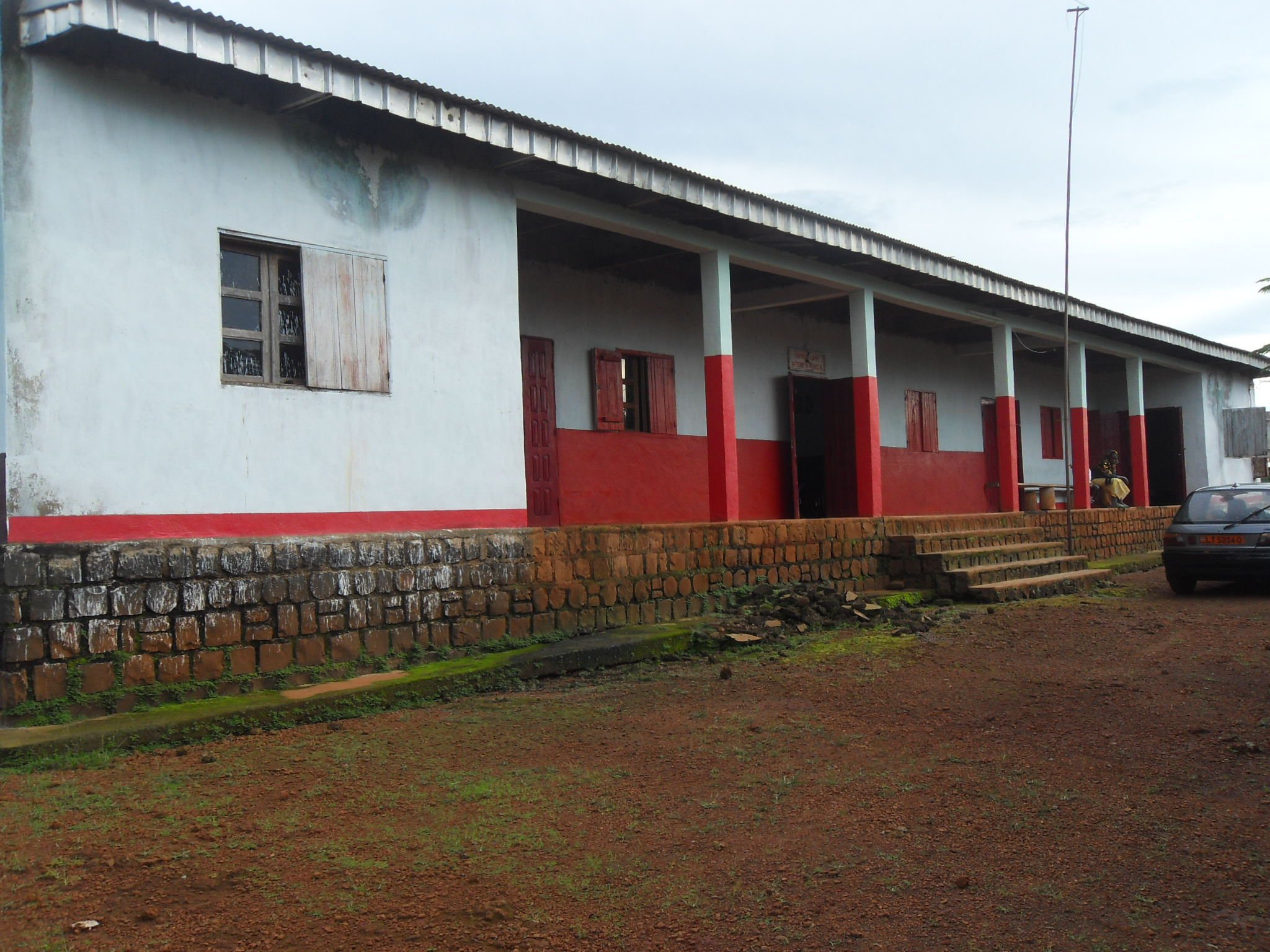
Hôpital de Koundja/Koutaba

Outre la ville de Koutaba, la commune comprend les villages suivants :
- Bafole
- Didango
- Kouchankap
- Koumelap
- Koundja
- Koupa-Menkié
- Koupa-Kagnam
- Koutié
- Mapare
- Ngoundoup
- Njihit
- Pondimoun
- Toupouoche

## Économie
La zone vit essentiellement de l'agriculture. La fameuse abbaye Notre-Dame, tenue par les cisterciens, exploite de grandes plantations de caféiers.

## Personnalité
- Cyrielle Raingou (? - ), réalisatrice camerounaise.